# بریو (پنسیلوانیا)
بریو (به انگلیسی: Brave) یک منطقهٔ مسکونی در ایالات متحده آمریکا است که در شهرستان گرین، پنسیلوانیا واقع شده‌است. بریو ۲٫۳۰ کیلومتر مربع مساحت و ۲۰۱ نفر جمعیت دارد و ۲۹۴٫۱۴ متر بالاتر از سطح دریا واقع شده‌است.